# 上海春秋发展战略研究院
上海春秋发展战略研究院，即春秋发展战略研究院，是中华人民共和国的一家民办非企业单位，成立于2014年9月，注册办公地址为上海市长宁区番禺路300弄3号，法人代表为金仲伟。研究院前身是春秋综合研究院。
2010年，金仲伟与友人创办了春秋综合研究院，金仲伟任执行院长。春秋综合研究院创办了观察者网。2014年9月，研究院以上海春秋发展战略研究院之名注册为民办非企业单位。
据上海市社会科学界联合会网站介绍，研究院对外提供咨询服务，出版论文、研究报告、专著，举办论坛与培训项目。